# Слово о лживых учителях
Слово о лживых учителях — русское сочинение XIII—XIV веков, содержащее проповедь пользы книжного чтения, обличение пороков духовенства и требование предоставить мирянам право изучать и толковать священные книги. Переработка сочинения Псевдо-Златоуста «Слово о лжепророках и лжеучителях, и об еретиках, и о знамениях кончины века сего», известного на Руси в составе «Златоструя».

## Текстология
Произведение, к которому восходит Слово о лживых учителях, «Слово о лжепророках и лжеучителях…», было написано в Византии и приписано Иоанну Златоусту. «Слово о лжепророках и лжеучителях…» известно, например, в составе списка «Златоструя» XII века («Того ж Иоанна о лъжиих пророцех и о лъжных учителех, и о безбожных еретицех и о знамениях скончаниа, хотящаго изыти от телеси»). В «Златоструе» сохранились лишь отрывки произведения.
Слово находится в рукописях в окружении русских поучений против язычества, включая «Слово некоего христолюбца и ревнителя по правой вере». Известно четыре списка памятника, включая списки в составе Трифоновского сборника (список 80-х годов XIV века; написан в Псковской земле; здесь же имеется сочинение Псевдо-Златоуста, текст которого дефектен), Паисьевского сборника, ещё одного из Софийского собрания и «Измарагда» (список XVI века). В Трифоновском сборнике Слово находится в составе русского компилятивного трактата «Власфимия», бо́льшая часть статей которого объединена темой обличения симонии. В редакции «Измарагда» Слово помещается в круге других сочинений, отличающихся критикой духовенства.
Список в составе Трифоновского сборника имеет заглавие «Слово святого отца нашего Иоана Златоустого архиепископа Костянтина града о лживых учителех».

## Источниковедение
В. А. Яковлев обосновывал принадлежность памятника старшей редакции «Измарагда». А. Д. Седельников отмечал близость мотивов Слова к некоторым идеям стригольников (XIV век). Местом создания сочинения Седельников считал Псков, главный очаг этой ереси. Н. П. Попов отнёс Слово к прямым произведениям стригольнической литературы.
По мнению А. И. Клибанова, произведение возникло раньше, между 1274 и 1312 годами, в «демократической среде». Его содержит уже старший «Измарагд» конца XIII — первой половины XIV веков. Составление Трифоновского сборника датируется 1274—1312 годами. Ведущей темой старшей редакции «Измарагда» исследователь считал «тему учения книжного». Наличие и других церковно-критических сочинений в старшем «Измарагде» свидетельствует о его зависимости от проблем, интересовавших широкие круги русского общества. По мнению учёного, Слово представляет собой пример встречи византийской литературной традиции с идеологическими интересами демократических кругов русского общества XIV века. Автором Слова Клибанов считал составителя Трифоновского сборника.

## Содержание
Сочинение Псевдо-Златоуста, основной источник Слова о лживых учителях, начинается с сообщения о смертельной болезни автора. Мотив ухода повторяется по всему ходу изложения уже как факт, сопряжённый с кончиной мира и Вторым пришествием. Идеал отцов Церкви автор противопоставляет современной ему церкви: «Но и много разньство вижу тогда бывших пастух и нынешних. Они храбрии — сии бегуны. Они трудници, а сии питающемся. Они красящеся книгами и заповедми, а сии ризами. И акы на поли оставляют овца и бежать, а они душа положиша за овца» (л. 164 об.). Автор призывает духовенство очиститься от стяжательства, пороков, нерадения и, очистившись, воспрянуть.
Слово о лживых учителях содержит требование предоставить мирянам право изучать и толковать священные книги. Критикуются пороки духовенства, звучит протест против симонии. Ни принадлежность к мирянам, ни положение на социальной лестнице не могут служить препятствием к чтению и проповеди. Автор Слова выступает от имени «простцов», «простолюдий», «чтецов», «певчих» как обладающих полнотой Святого Духа и полномочных проповедовать и толковать книжное учение. Одобряется русское сочинение «Предъсловие честнаго покаяния» (XIII век).
Мотив кончины мира присутствует и в Слове о лживых учителях, но не как сквозной и не как актуальный. Он отодвинут в будущее, близкое по сравнению с вечностью, поскольку земной век людей короток: «Век бо сий короток, а мука долга, а концина близ» (л. 107).
Автор Слова о лживых учителях более чем в два раза сокращает исходный текст. Были использованы тексты, обличающие стяжательство духовенства и игнорирование им учительских задач, и тексты, представляющие собой апологию книжного учения и чтения. Другими источниками являются шесть сочинений из «Трифоновского сборника»: «Предъсловие честнаго покаяния» и тексты, обличающие духовенство и проповедующие пользу книжного чтения. При этом Слово не является компиляцией, поскольку отличается логической стройностью. Вставки, отмеченные Клибановым, позволяют рассматривать Слово как оригинальный памятник древнерусской литературы.

## Издания
- Клибанов А. И. «Слово о лживых учителях» // В кн.: Исследования и материалы по древнерусской литературе. — М., 1961. — С. 300—312.
- «Слово о лживых учителях» // Клибанов А. И. Духовная культура средневековой Руси. — М. : Аспект Пресс, 1996. — С. 301—305.